# Площадь Героев (Будапешт)
Площадь Героев (венг. Hősök tere) — одна из знаменитых площадей венгерской столицы, расположена в Пеште. На площади Героев заканчивается проспект Андраши, а за ней начинается городской парк Варошлигет. Площадь была оформлена к празднованию тысячелетия Венгрии в 1896 году и вместила тогда свыше 50 тысяч гостей, приехавших в Венгрию.
Площадь украшают несколько памятников. Монумент Тысячелетия, расположенный в её центре, был воздвигнут по решению государственного собрания, посвящён тысячелетнему юбилею Обретения родины — перехода мадьяр через Карпаты и представляет собой колонну высотой 36 метров, на вершине которой находится фигура архангела Гавриила на земном шаре с святой короной короля Иштвана и двойным апостольским крестом. На пьедестале колонны установлены конные скульптуры вождей венгров, приведших их к обретению родины. Их возглавляет Арпад. Авторами памятника являются архитектор Альберт Шикеданц и скульптор Дьёрдь Зала, его возведение заняло 42 года. По легенде, обратить венгров в христианство велел святому Иштвану именно архангел Гавриил, явившийся ему во сне. У подножия монумента изображены вожди семи мадьярских племён во главе с князем Арпадом, основателем правившей венгерской династии.
Две полукруглые колоннады, разместившиеся на площади за колонной архангела Гавриила, — это памятник героям Венгрии. Длина каждой из колоннад составляет 85 м. Между колоннами слева направо установлены бронзовые статуи представителей династии Арпадов: святой Иштван, святой Ласло, Кальман I Книжник, Андраш II и Бела IV, затем представители Анжуйской династии: Карл Роберт и Людовик I Великий, Янош Хуньяди, Матьяш Корвин, далее трансильванские князья Иштван Бочкаи, Габор Бетлен, Имре Текели, Ференц II Ракоци и борец за свободу венгерского народа Лайош Кошут. Колоннады увенчаны аллегорическими фигурами Труда и Процветания, Войны и Мира, Мудрости и Славы.
Перед центральной колонной установлена каменная мемориальная плита солдатам двух мировых войн. В дни национальных праздников у мемориала павшим солдатам стоит почётный караул и проходят торжественные церемонии возложения цветов. Первый на этом месте памятник венгерским солдатам, павшим в Первую мировую войну, был создан по проекту Енё Лехнера по ходатайству венгерских ветеранов войны и торжественно открыт 26 мая 1929 года в присутствии правителя Венгрии Миклоша Хорти. Это была утопленная ниже уровня площади каменная глыба весом 47 тонн с надписью «1914—1918» и посвящением на тыльной стороне «За тысячелетние границы». В начале 1950-х годов этот военный мемориал был демонтирован по решению властей с обоснованием, что солдаты Первой мировой служили эксплуататорам и не могут считаться героями. В 1956 году был установленный новый окружённый кованой цепью памятный камень с лавровой ветвью и надписью «Памяти героев, которые пожертвовали свои жизни за нашу свободу и национальную независимость». В 2001 году памятник подвергся реконструкции: лавровая ветвь была убрана, посвящение ныне гласит «Памяти наших героев».
С обеих сторон площадь замыкают два здания в стиле неоклассицизма — Музей изобразительных искусств и выставочный зал Мючарнок, музей современного искусства. Под площадью расположена одноимённая станция Будапештского метрополитена.